# Balasingam
Balasingam ist ein männlicher Vorname.

## Herkunft und Bedeutung
Balasingam ist ein tamilischer Vorname und bedeutet „junger Löwe“.

## Varianten
- Balasingham

## Bekannte Namensträger
- Anton Balasingham (1938–2006), Chefvermittler und Chefberater der LTTE
- Singaram Balasingam (* 1947), malaysischer Hockeyspieler